# Antillogorgia blanquillensis
Antillogorgia blanquillensis is een zachte koralensoort uit de familie van de Gorgoniidae. De wetenschappelijke naam van de soort is voor het eerst geldig gepubliceerd in 1941 door Stiasny.